# George Tierney
George Ponsonby (Gibilterra, 20 marzo 1761 – Londra, 25 gennaio 1830) è stato un politico britannico.

## Biografia
George Tierney era figlio di un mercante irlandese di Limerick che viveva a Londra. Ha studiato all'Eton College e alla Peterhouse dell'Università di Cambridge. Si laureò in giurisprudenza nel 1784 e fu presto nominato in una società. Tuttavia, ha abbandonato il campo del diritto e ha iniziato l'attività politica. Nel 1788 si candidò alle elezioni nel distretto di Colchester. Ha ricevuto lo stesso numero di voti del suo avversario, ma è stato Tierney a ricevere il seggio di parlamentare. Tuttavia, lo perse nel 1790.
Tierney tornò alla Camera dei comuni nel 1796 come rappresentante di Southwark, che rappresentò fino al 1806. In seguito prestò servizio come parlamentare per Athlone (1806-1807), Bandon (1807-1812), Appleby (1812-1818) e Knaresborough (1818-1830).
Tierney è stato uno dei critici della politica del primo ministro William Pitt il Giovane. William Wilberforce lo descrisse come "un giacobino" e nel maggio 1798 il primo ministro Pitt lo accusò di non essere patriottico. Il 27 maggio ci fu un duello tra Pitt e Tierney, ma nessuno dei partecipanti rimase ferito. Nel 1803 divenne il tesoriere della marina nel governo di Addington e rimase in quella posizione fino alla caduta del gabinetto nel 1804. Dal 1806-1807 fu presidente del Consiglio di controllo nel governo di Grenville.
Negli anni 1818-1821 diresse il partito Whig alla Camera dei comuni. Nel 1819 fece domanda per l'istituzione di una Commissione di Stato, ma la richiesta fu respinta. Nel 1827 divenne maestro di zecca. A luglio è diventato membro del gabinetto. Ad agosto, George Canning è stato sostituito come primo ministro da Lord Goderich. Tierney rimase in carica fino alla caduta di quel governo nel 1828, ma non fu più membro del gabinetto. Durante questo periodo, la sua salute è peggiorata. Tierney morì nel 1830 a Savile Row, Londra.